# Aleurolobus solitarius
Aleurolobus solitarius là một loài côn trùng cánh nửa trong họ Aleyrodidae, phân họ Aleyrodinae.
Aleurolobus solitarius được Quaintance & Baker miêu tả khoa học đầu tiên năm 1917.